# Herbert (ostrov)
Herbert (anglicky Herbert Island, aleutsky Chiĝulax̂) je jedním z Ostrovů čtyř hor v Aleutském souostroví. Administrativně patří tento neobydlený ostrov americkému státu Aljaška.

## Etymologie
Ostrov byl v roce 1894 pojmenován po americkém demokratickém politikovi Hilary A. Herbertovi (1834-1919), který byl ministrem námořnictví. Rusové na svých prvních mapách označovali ostrov jako Ullyagin.

## Geografie
Ostrov Herbert se nachází asi 5 km západně od Čuginadaku. Sopečný ostrov o průměru asi deset kilometrů dosahuje výšky 1280 m n. m. Nejvyšší nadmořskou výškou je sopka Herbert, která má dva kilometry širokou kalderu. Předpokládá se, že poslední erupce sopky byla v raném holocénu.
Podnebí na ostrově je chladné přímořské, často zde jsou mlhy a srážky.

## Galerie

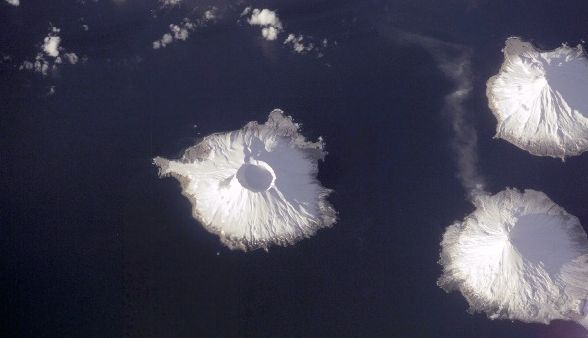
Ostrov Herbert (2001)
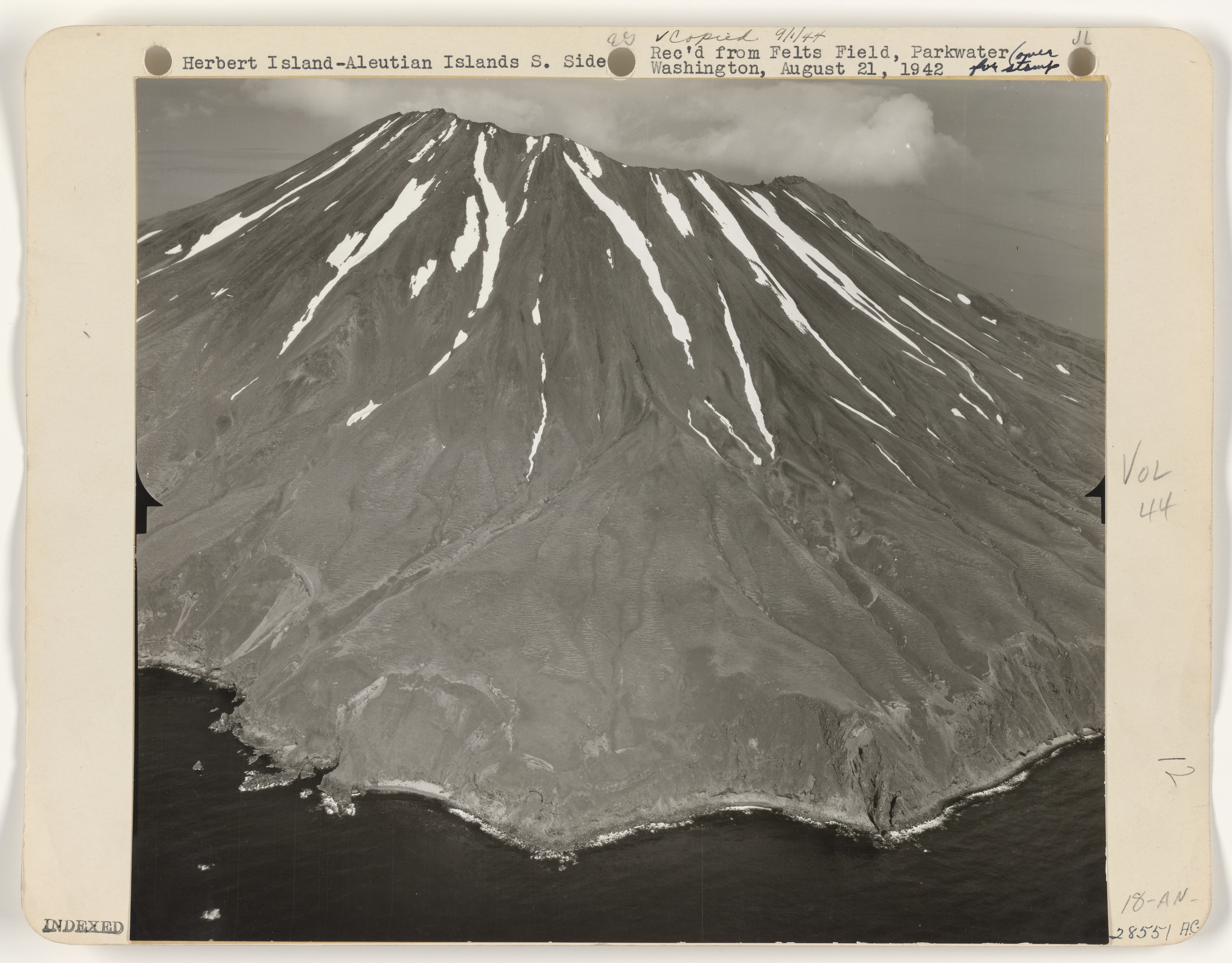
Pohled na ostrov Herbert od moře (1942)
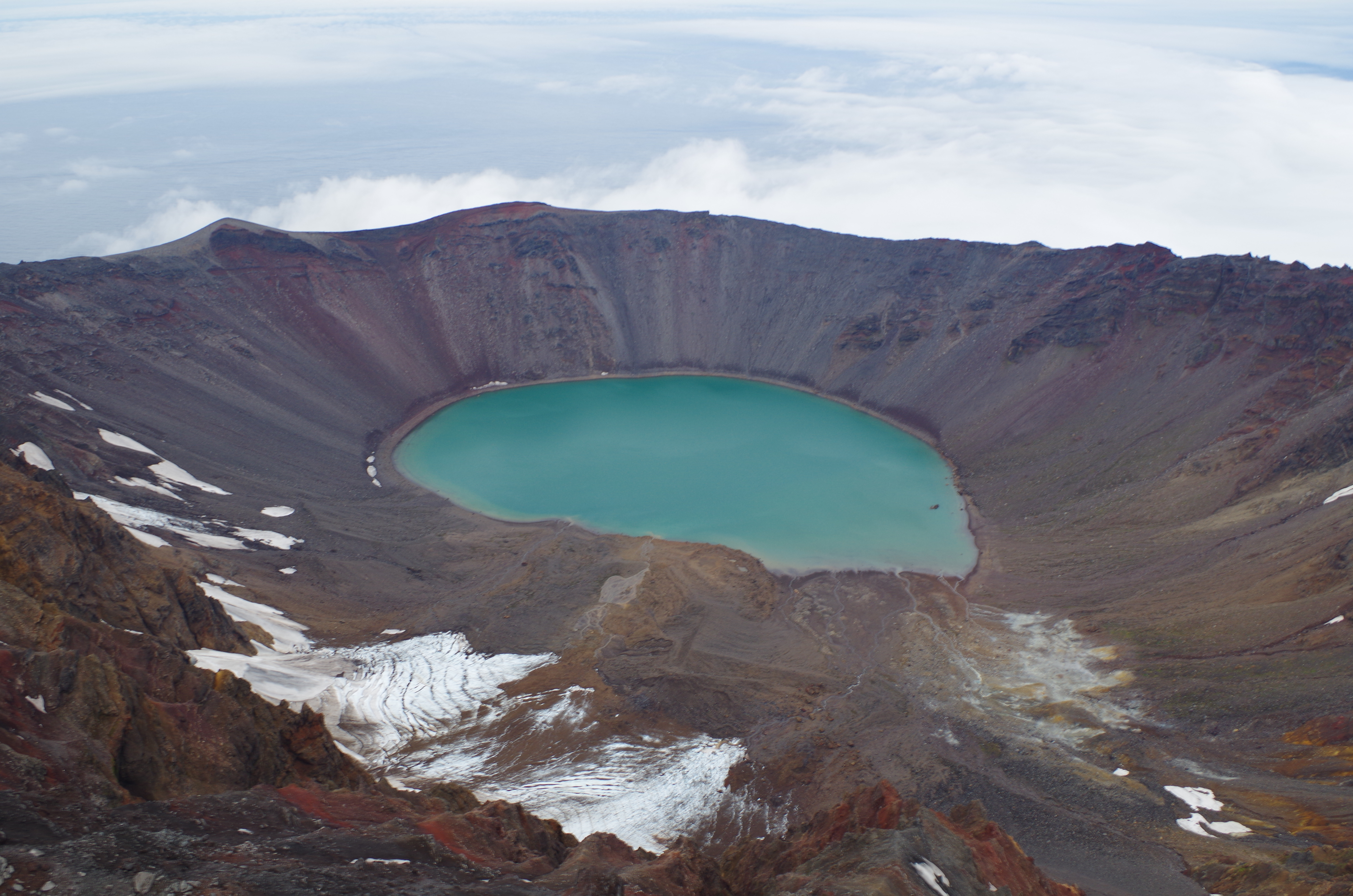
Kaldera sopky Herbert na ostrově